# Oedemera virescens
Oedemera virescens är en skalbaggsart som först beskrevs av Carl von Linné 1767.  Oedemera virescens ingår i släktet Oedemera, och familjen blombaggar. Arten är reproducerande i Sverige.

## Bildgalleri

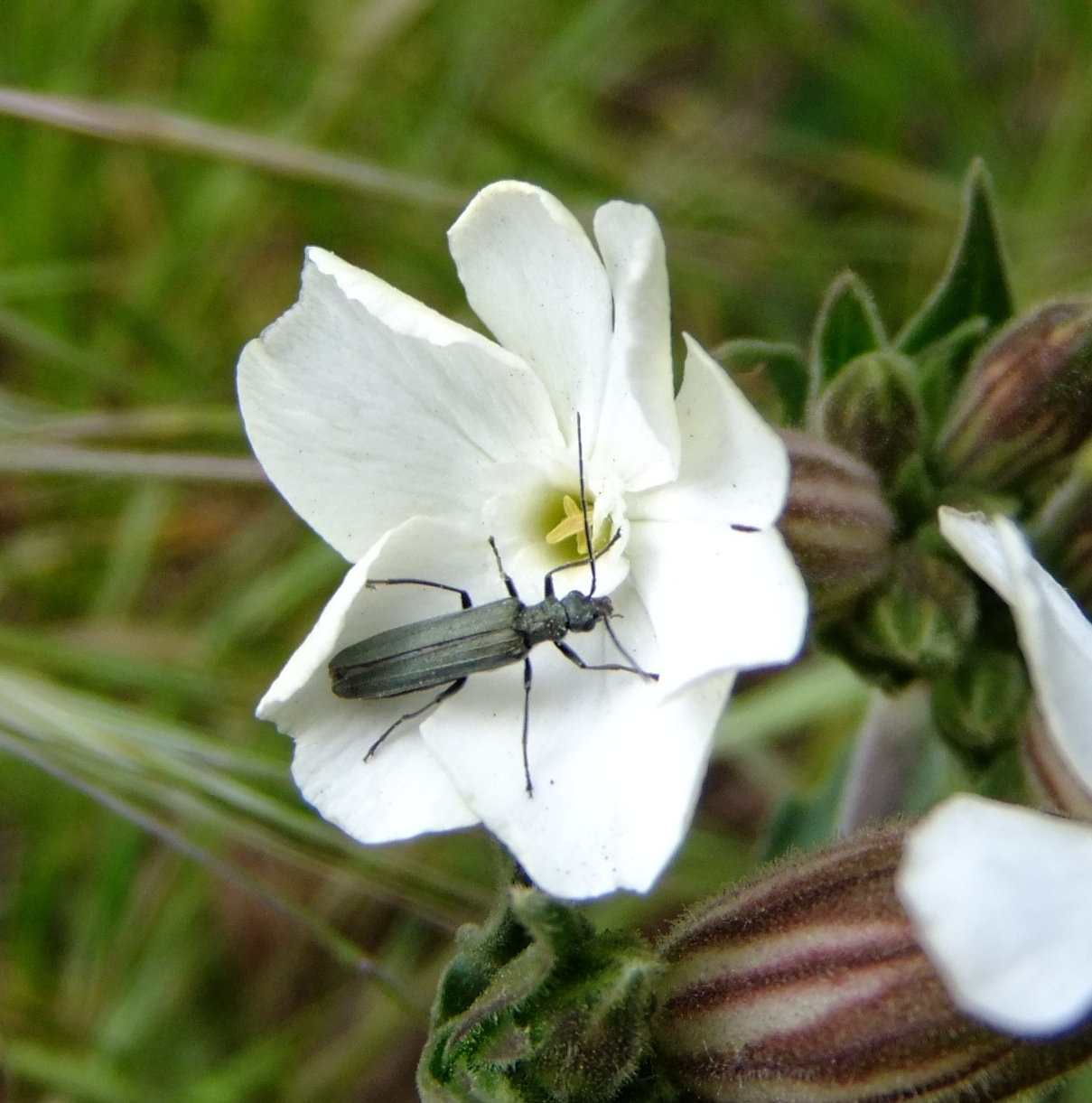
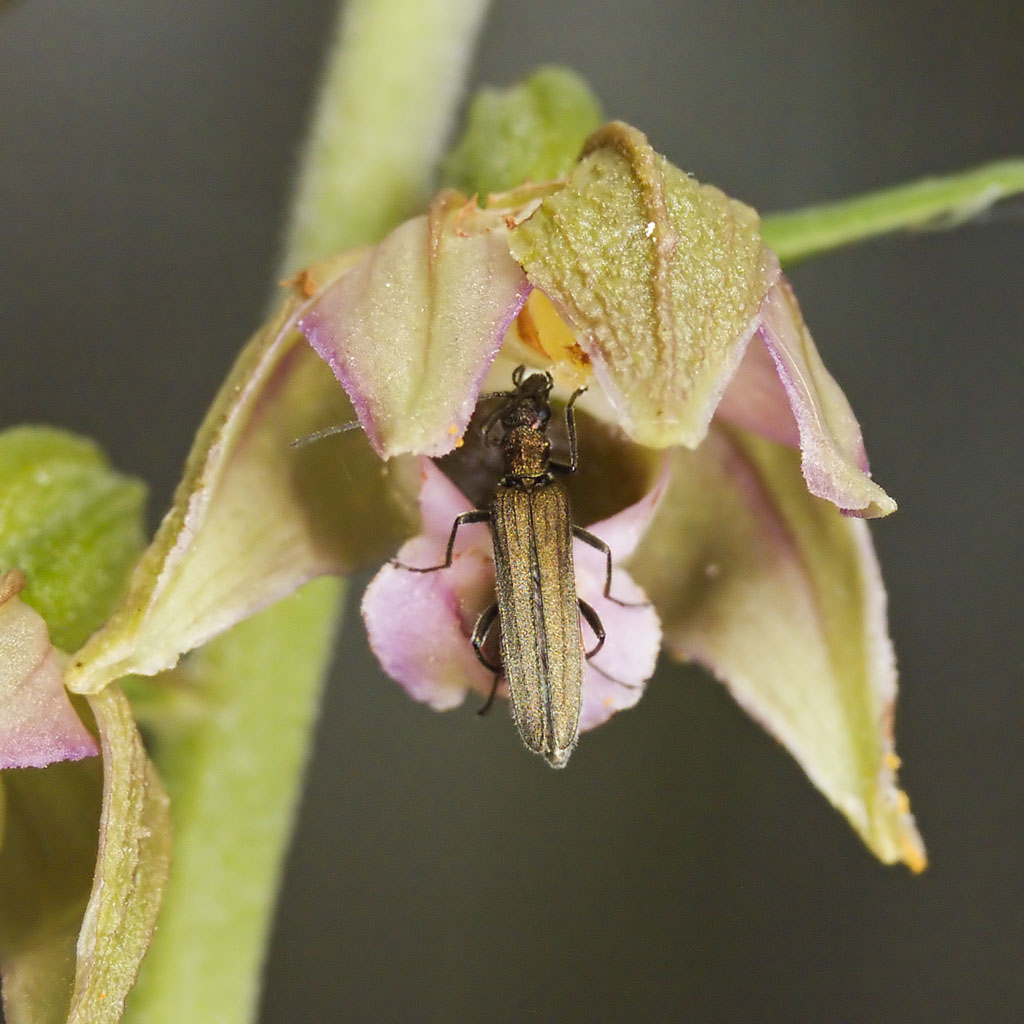
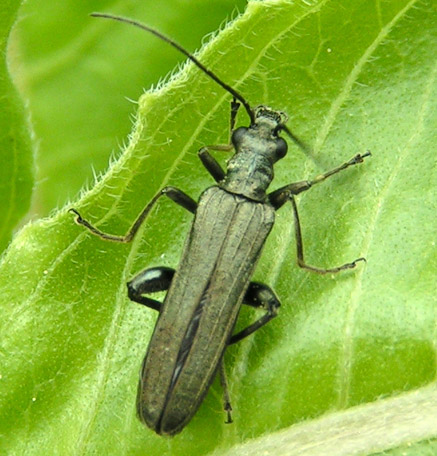
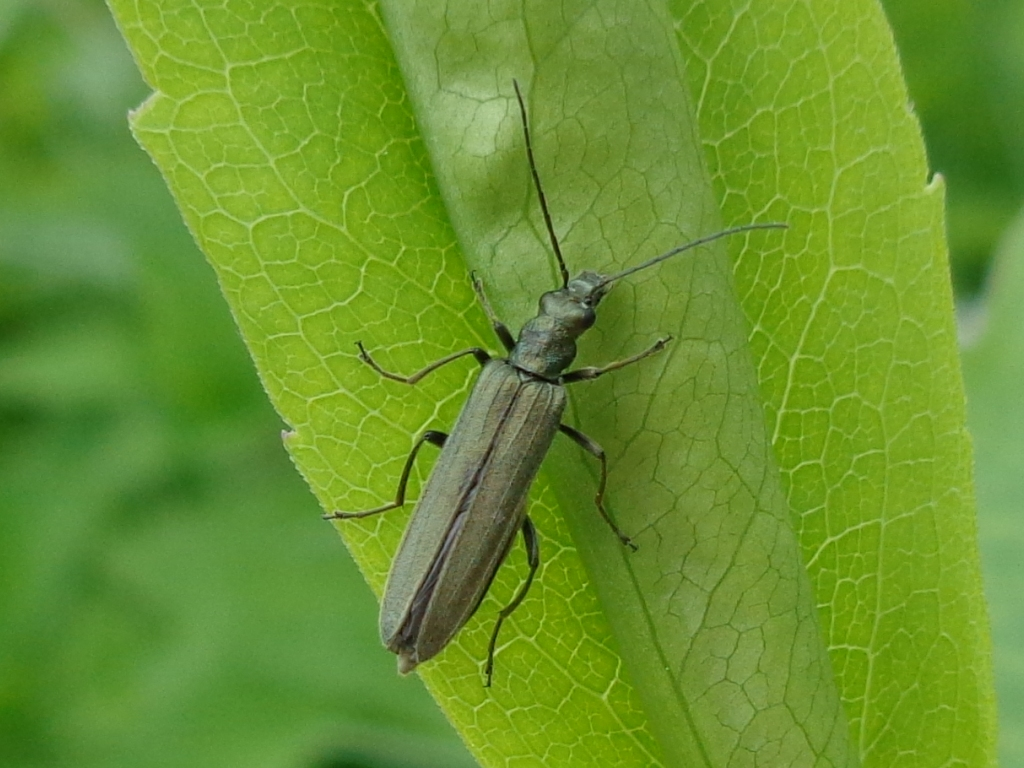
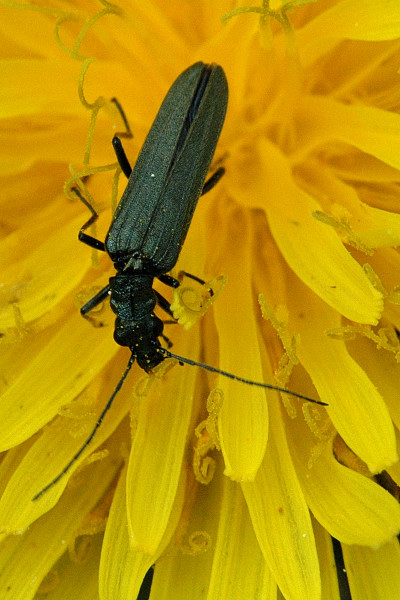
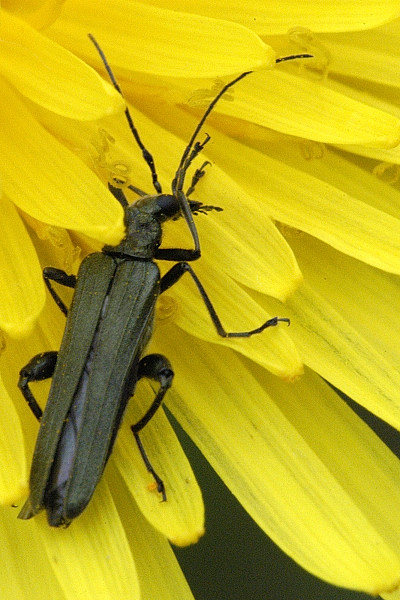